# Lluís Bou
Lluís Bou (Barcelona, 1961) és un periodista, analista polític i cronista parlamentari català. Va ser cap de la secció de política catalana al diari Avui. Ha treballat també a l'agència Europa Press al butlletí confidencial d'aquesta agència, en la seva secció de política municipal i va cobrir la nominació olímpica de Barcelona. Ha estat redactor de les entrades de política catalana i espanyola de l'Enciclopèdia Catalana, també del resum de l'any. Col·laborà en el web El Singular Digital, del qual va ser director a partir de 2012, i en la premsa local. Actualment escriu al diari digital El Nacional.